# Jorge Nuno Pinto da Costa
Pour les articles homonymes, voir Pinto et da Costa.
Pinto da Costa est un nom portugais ; le premier nom de famille (d'usage facultatif) est Pinto et le second est da Costa.
Jorge Nuno Pinto da Costa, né le 28 décembre 1937 à Porto et mort le 15 février 2025, est un homme d'affaires portugais. Il est président du club omnisports du FC Porto du 17 avril 1982 au 28 avril 2024 à la suite de sa défaite à l'élection présidentielle, en avril 2024 contre André Villas-Boas. Il passe 42 ans à la tête du club.
Il est dans le monde le président dont le club a gagné le plus de titres pendant sa présidence,.

## Biographie
Jorge Nuno Pinto da Costa est né à Porto, du mariage de José Teixeira da Costa et Maria Elisa Alexandrino Bessa de Lima Amorim Pinto, qui finit par un divorce quelques années plus tard, quatre autres enfants sont nés : José Eduardo, Maria Alice, Anthony Manuel et Eduardo. Jorge Nuno va l'école primaire au collège Almeida Garrett, il prend des cours privés d'anglais et de français. À dix ans, il part étudier à l'institut Nun'Álvares, plus connu sous le nom du Collège das Caldinhas à Santo Tirso, un collège jésuite. Retour à Porto, pour son premier emploi à 19 ans, il est employé par la Banco Comercial do Atlântico, où il a été l'ami d'Artur Santos Silva. C'est plus ou moins à ce moment qu'il commence à avoir des liens avec le FC Porto en tant que gestionnaire des comptes du club, tout en conservant son emploi dans la banque et plus tard à travailler comme vendeur de peintures et de résines, avant de se consacrer à plein temps à la direction du club. Il publie en 2005 son autobiographie, Largos Dias Têm Cem Anos, avec une préface de Lennart Johansson, président de l'UEFA entre 1990 et 2007.
Pinto da Costa meurt le 15 février 2025 à l'âge de 87 ans.
- Vie privée

Il revient à Porto, après plusieurs années dans un collège à Santo Tirso, Pinto da Costa retrouve la fille d'un ami de la famille qu’il connut dans son enfance, Manuela Carmona, et la passion les rapprocha. Plusieurs années après leur rencontre, Manuela est invitée à travailler en Allemagne, où elle a également un emploi pour son petit ami. Pinto da Costa, qui ne veut pas s'écarter du FC Porto, a refusé la proposition et demande à son amie de l’épouser. Marié en avril 1964, Alexandre, né en 1967 premier et seul fils du couple. En 1985, Pinto da Costa a une relation avec Filomena Morais, et en 1987, de cette union est née sa fille, Jane.
Au début des années 2000, il se sépare de Filomena, pour une nouvelle romance avec Carolina Salgado jusqu’à leur séparation en 2005. Après une séparation difficile avec Carolina Salgado en octobre 2007, Pinto da Costa se remarie avec sa seconde épouse brésilienne, Fernanda Miranda, en 2012. En 2016, le couple se sépare.

## FC Porto
- De supporter à directeur

C’est sous l’influence de son oncle Armando Pinto, amateur de football qui a été président du club de Famalicão que Jorge Nuno Pinto da Costa a commencé à s'impliquer dans le football. Son oncle lui offre — à lui et à son frère José Eduardo — les billets pour un match FC Porto contre le Sporting Braga : c'est le premier match auquel Jorge Nuno assiste à l'âge de 8 ans au stade Campo da Constituição. Depuis ce jour, il resta lié au FC Porto, même quand il se trouvait loin de Porto il cherchait toujours à trouver une radio pour écouter les retransmissions des matchs de son club. En décembre 1953 pour ses 16 ans, sa grand-mère maternelle lui offre une carte de membre du FC Porto.
Après son retour à Porto, Jorge Nuno suit religieusement les matchs du club, en particulier le football et le Rink hockey. À presque vingt ans, il est invité par les dirigeants de la section de Rink hockey à prendre des fonctions importantes, et il accepte. En 1962, il prend la direction de la section Rink hockey puis président. En 1967, il est également responsable de la section de boxe, où il fait la connaissance de Reinaldo Teles.
En 1969, il est invité par Afonso Pinto de Magalhães à rejoindre sa liste des candidats pour les élections de cette année en tant que directeur de la section amateur. Ainsi, Pinto da Costa est pour la première fois candidat à un mandat au FC Porto, de 1969 à 1971. À la fin de cette période, bien qu'il ait été invité par le président du club Américo de Sá à s'impliquer avec lui, il décline l'invitation à examiner les nouveaux candidats qui doivent se présenter aux urnes avec une liste totalement renouvelée.
En 1976, en conversation avec un groupe d'amis et dépité de ne pas trouver une fonction au FC Porto, certains d'entre eux supporters du Boavista provoquent Pinto da Costa par le fait de n'avoir pas su convaincre son club de garder Amarildo, presque engagé, et de le voir partir pour le Boavista. En réponse, Pinto da Costa déclare que « les grands jours ont cent ans » (largos dias têm cem anos), il décide à ce moment-là qu’il reviendrait à la direction sportive du club. Il eut une conversation avec le président Américo de Sá et se sont engagés à faire campagne ensemble pour les élections suivantes, le poste de directeur du club en vue.
Même avant les élections, Pinto da Costa arrive avec José Maria Pedroto, l'entraîneur de Boavista, un retour au FC Porto, où il avait été joueur et entraîneur. En mai de cette année, Pinto da Costa est de nouveau dirigeant au FC Porto et avec le président Américo de Sá, Pinto da Costa comme directeur de la section football et Pedroto comme entraîneur du FC Porto qui peut offrir de titre de champion en 1977 et 1978 après 19 ans sans avoir gagné le championnat national. Néanmoins, la fin des années 1970 est une période de troubles au FC Porto et Pinto da Costa et Pedroto décident finalement de quitter le club en 1980.

## Présidence
En décembre 1981, les choses vont mal pour le FC Porto, un groupe de partenaires se forme avec l'objectif de convaincre Pinto da Costa de devenir président du club. Le « oui » prend du temps à émerger, mais sur l'insistance des membres, Pinto da Costa fini par accepter. Il invite Pedroto à revenir entraîner l’équipe première. Unique candidat, Jorge Nuno Pinto da Costa remporte les élections du 17 avril 1982, devenant ainsi le 33e président du FC Porto (voir la chronologie des présidents du FC Porto dans l'article sur le club).
La même année, le club de Rink hockey, qui n'avait pas gagné de titre depuis sa création en 1955, remporte la Coupe des Coupes, âge d’or d’une période qui s'étend jusqu'à aujourd'hui.
En 1984, le FC Porto atteint sa première finale européenne de football de la Coupe des coupes contre la Juventus, qu’il perd sur le score de 2-1. En 1987, le club remporte la Coupe des clubs champions européens et la Coupe intercontinentale et la Supercoupe d’Europe dans la même année. Les années 1990 sont fantastique pour le football portiste en remportant huit championnats, cinq d'entre eux consécutivement, un fait sans précédent dans le football portugais. Dans les années 2000, les bleu et blanc ajoutent quelques lignes à leur palmarès international, remportant la Coupe de l'UEFA en 2003 et la Ligue des champions en 2004 sous le commandement de José Mourinho et la Coupe intercontinentale la même année avec Victor Fernandez. Au cours de l'année 2008, le 16e titre de champion du Portugal de sa présidence, avec l'équipe sous le commandement de Jesualdo Ferreira.

## Affaire du «Sifflet doré»
En 2004, l’affaire dite du Sifflet doré (« Apito Dourado (en) »), est une enquête pour falsification de documents, corruption et trafic d'influence dans le football portugais. Parmi les dizaines d'accusés figurait le nom de Pinto da Costa qui fut totalement acquitté en 2009 de toute charge retenue contre lui.
En 2006, son ancienne compagne Carolina Salgado publie un livre intitulé « Moi, Carolina », dans lequel Pinto da Costa, est accusé de plusieurs crimes, en particulier de corruption d’arbitres. Le livre a été à l’origine de la réouverture du cas « sifflet doré », déjà déposée dans le cadre de l'opération « affaire du Sifflet doré ».
En juillet 2008, le processus continue à progresser, et Pinto da Costa est accusé et acquitté : le juge d'instruction a considéré que Carolina Salgado a livré un faux témoignage aggravé. Le procureur a annoncé l'intention de faire appel de la décision.
Les circonstances qui ont conduit le processus de l’affaire du sifflet doré ont également été analysées par la Ligue portugaise de football professionnel. La décision de la Ligue a été de supprimer six points au FC Porto pour le championnat de la saison 2007-2008 et suspendre Jorge Nuno Pinto da Costa de son poste de président du conseil d'administration du FC Porto pour une période de deux ans.
Malgré l'acquittement de la justice civile, la justice sportive a maintenu les sanctions infligées au FC Porto (six points de pénalité), et par la même occasion à son rival le Boavista FC (descente en 2e division), car elle considère les écoutes comme valables pour une sanction sur un plan sportif.
Le dernier rebondissement dans cette affaire a eu lieu le 21 janvier 2010 quand le quotidien sportif Record a annoncé que plusieurs écoutes téléphoniques concernant Pinto da Costa avaient été téléchargées sur Youtube par un inconnu à l'insu de la Justice. Ceci a généré un afflux de visites sur le site de partage de vidéos et un retour au premier plan du cas « Sifflet doré » dans les médias portugais.
En 2012, Jorge Nuno Pinto da Costa a été blanchi par la justice portugaise.

## Palmarès de président

### Football- 70 titres dont 7 titres internationaux
- 2 Coupe intercontinentale (1987 et 2004)
- 1 Coupe des clubs champions européens (1987)
- 1 Ligue des champions de l'UEFA (2004)
- 1 Coupe de l'UEFA (2003)
- 1 Ligue Europa (2011)
- 1 Supercoupe d'Europe (1987)
- 23 Championnat du Portugal (1985, 1986, 1988, 1990, 1992, 1993, 1995, 1996, 1997, 1998, 1999, 2003, 2004, 2006, 2007, 2008, 2009, 2011, 2012, 2013, 2018, 2020, 2022)
- 16 Coupe du Portugal (1984, 1988, 1991, 1994, 1998, 2000, 2001, 2003, 2006, 2009, 2010, 2011, 2020, 2022, 2023, 2024)
- 22 Supercoupe du Portugal (1983, 1984, 1986, 1990, 1991, 1993, 1994, 1996, 1998, 1999, 2001, 2003, 2004, 2006, 2009, 2010, 2011, 2012, 2013, 2018, 2020, 2022)
- 1 Coupe de la Ligue (2023)
- 1 Championnat du Portugal D2 (2016)

### Basketball- 36 titres
- 6 Championnat du Portugal (1996, 1997, 1999, 2004, 2011, 2016)
- 14 Coupe du Portugal (1986, 1987, 1988, 1991, 1997, 1999, 2000, 2004, 2006, 2007, 2010, 2012, 2019, 2024)
- 7 Supercoupe du Portugal (1986, 1997, 1999, 2004, 2011, 2016, 2019)
- 8 Coupe de la Ligue portugaise (2000, 2002, 2004, 2008, 2010, 2012, 2016, 2021)
- 1 Tournoi des Champions (2006)

### Rink hockey- 77 titres
- 1 Coupe Intercontinentale (2021)
- 3 Ligue des Champions (1986, 1990 et 2023)
- 2 Coupe des Coupes (1982 et 1983)
- 2 Coupe CERS (1994 et 1996)
- 2 Coupe Continentale (1986 et 2023)
- 24 Championnat du Portugal (1983, 1984, 1985, 1986, 1987, 1989, 1990, 1991, 1999, 2000, 2002, 2003, 2004, 2005, 2006, 2007, 2008, 2009, 2010, 2011, 2013, 2017, 2019, 2022)
- 19 Coupe du Portugal (1983, 1985, 1986, 1987, 1988, 1989, 1996, 1998, 1999, 2005, 2006, 2008, 2009, 2013, 2016, 2017, 2018, 2022, 2024)
- 23 Supercoupe du Portugal (1983, 1984, 1985, 1986, 1987, 1988, 1989, 1990, 1991, 1996, 1998, 2000, 2005, 2006, 2007, 2008, 2009, 2011, 2013, 2016, 2017, 2018, 2019)
- 1 Elite Cup (2022)

### Handball- 31 titres
- 15 Championnat du Portugal (1999, 2002, 2003, 2004, 2009, 2010, 2011, 2012, 2013, 2014, 2015, 2019, 2021, 2022, 2023)
- 5 Coupe du Portugal (1994, 2006, 2007, 2019, 2021)
- 8 Supercoupe du Portugal (1994, 1999, 2000, 2002, 2009, 2014, 2019, 2021)
- 3 Coupe de la Ligue portugaise (2004, 2005, 2008)

### Volley-Ball- 14 titres
- Section Masculine
  - 2 Championnat du Portugal (1986 et 1988)
  - 2 Coupe du Portugal (1987 et 1988)
- Section Féminine
  - 4 Championnat du Portugal (2021, 2022, 2023 et 2024)
  - 2 Coupe du Portugal (2019 et 2020)
  - 4 Supercoupe du Portugal (2019, 2020, 2021 et 2022)

### Autres disciplines
- Natation
- 17 Championnat National des club
- Athlétisme
- 1 Championnat National des Clubs en piste couvertes (Féminin)
- Cyclisme
- 1 Titre de Champion (individuel) du Tour du Portugal
- 2 Titres de Champion (collectif) du Tour de l'Algarve
- Billard
- 2 Médailles d'Argent de la Ligue des Champions Européens
- 5 Médailles de Bronze de la Ligue des Champions Européens
- 15 Championnat National des Clubs(3 Tabelas)
- 7 Coupes du Portugal des Clubs
- 6 Supercoupes Nationales des Clubs
- 1 Championnat Européen des Clubs (Pool)
- 9 Championnat National des Clubs (Pool)
- 13 Coupes du Portugal des Clubs (Pool)
- 8 Supercoupe National des Clubs (Pool)
- Boxe
- 4 Titres
- Haltérophilie
- 2 Titres

## Autres
- 2 titres de Powerlifting
- Des dizaines de titres dans les catégories de jeunes de divers types.